# Sascha Pichler
Sascha Pichler (* 31. Jänner 1986) ist ein ehemaliger österreichischer Fußballspieler auf der Position eines Stürmers.

## Karriere
In der Jugend spielte Pichler für den SK Rapid Wien und FK Austria Wien, wo er 2003 bereits sein Debüt in der Bundesliga gab. Der talentierte Stürmer wurde 2003 mit der U-17-Auswahl Österreichs Dritter bei der U-17-EM in Portugal. Daraufhin holte ihn der AC Florenz nach Italien. Jedoch gehörte er nur einmal in zwei Jahren dem Kader der ersten Mannschaft für ein Spiel an, ohne allerdings eingesetzt zu werden. Deshalb verließ er im Sommer 2005 Italien und kehrte nach Österreich zurück, um beim LASK in der Österreichischen Bundesliga anzuheuern, dort konnte er am 8. Dezember 2007 beim Spiel gegen den SK Austria Kärnten sein erstes Bundesligator erzielen. 2008 zog er weiter zum SC Schwanenstadt in die Erste Liga. Nach der Leihe bei Schwanenstadt kehrte er Anfang der Saison 2007/08 nach Linz zurück. Anfang 2010 wurde er als vereinslos gemeldet.